# Proposizione consecutiva
La proposizione consecutiva è una proposizione subordinata che indica la conseguenza o l'effetto di un'azione espressa nella proposizione reggente.
- Ho letto così tanti libri che mi si incrociano gli occhi
- Mi ero stancata, sicché sono andata a letto

La differenza rispetto alla proposizione finale è il fatto che manca, nella consecutiva, l'elemento di volontarietà espresso nella proposizione principale.
Le congiunzioni principali che la introducono sono: tanto che, sicché, cosicché. Inoltre possono essere introdotte dall'aggettivo tanto o dall'avverbio così.
Esistono proposizioni consecutive implicite: si tratta delle proposizioni in cui il verbo della subordinata è in un modo indefinito; in questo caso la subordinata consecutiva viene introdotta dalla preposizione "da" e il verbo è all'infinito. Esempio:
- Emanava un così forte odore da far scappare gli altri

Alle consecutive implicite si aggiungono le esplicite: sono le proposizioni in cui il verbo della subordinata è in un modo finito; in questo caso la subordinata  consecutiva viene introdotta dalla preposizione "che" e da verbi all'indicativo, congiuntivo o condizionale come nei primi due esempi esposti all'inizio.